# اسکار پرز رویاس
اسکار پرز رویاس (انگلیسی: Óscar Pérez Rojas؛ زادهٔ ۱ فوریهٔ ۱۹۷۳) دروازه‌بان فوتبال اهل مکزیک است. 
وی هم‌چنین در تیم ملی فوتبال مکزیک بازی کرده و در جام‌های جهانی ۱۹۹۸، ۲۰۰۲ و ۲۰۱۰ حاضر بوده است.